# Oakland (Nebraska)
Oakland é uma cidade localizada no estado americano de Nebraska, no Condado de Burt.

## Geografia
De acordo com o Departamento do Censo dos Estados Unidos, a localidade tem uma área de 2,41 km², sem área coberta por água.